# Wildwood (Teksas)
Wildwood – jednostka osadnicza w Stanach Zjednoczonych, w stanie Teksas, w hrabstwie Hardin.